# میزان ادراک سختی
میزان ادراک سختی یا RPE (به انگلیسی: rating of perceived exertion (RPE))، مقیاسی است که توسط آن میزان فشار کار یا فعالیت انجام شده توسط شخص ابراز می‌گردد. در جوامع بزرگسال معمولاً شدت ورزش بعنوان تابعی از ضربان قلب مطلق (HR) یا درصدی از ماکزیمم ضربان قلب (HRmax) محاسبه می‌گردد. اما در کودکان میزان ضربان قلب مطلق و ماکزیمم ضربان قلب میتواند در بین افراد بسیار متفاوت باشد.  بنابراین، استفاده از میزان ضربان قلب برای جوانان بالغ و بزرگتر معتبر است. گذشته‌ازاین، از میزان ضربان قلب معمولاً برای اندازه‌گیری شدت فعالیت در رژیم‌های تمرینی استقامتی/قلبی-عروقی بسیار پیشرفته نیز استفاده میشود

با توجه به میزان شدت یک رژیم تمرینی استقامتی/قلبی-عروقی، استفاده از مقیاس میزان ادراک سختی (RPE) بورگ، میتواند ابزار مفید و مناسب‌تری باشد. میزان ادراک سختی، بعنوان مقدار تلاش گفته‌شده برای انجام یک فعالیت ویژه تعریف میشود. برای نمونه، با استفاده از مقیاسی در دامنه‌ی صفر تا ده؛ عدد صفر برابر است با هیچ‌گونه تلاش و عدد ده برابر است با حداکثر تلاش به‌کاربرده‌شده. فعالیتهای فیزیکی با شدت متوسط در دامنه‌ی پنج یا شش قرار میگیرند، درحالیکه فعالیتهای فیزیکی شدید در محدوده‌ی هفت یا هشت خواهند بود. 
در کنار میزان ادراک سختی، پدومتر نیز ابزار دیگری است که میتواند برای تعیین شدت ورزش استفاده شود. در پژوهشهایی که همبستگی بین تعداد گامهای روزانه و شدت ورزش کودکان و نوجوانان را ارزیابی می‌کردند مشخص شد که حد پائین ورزشهای با شدت متوسط برای کودکان تقریباً ۱۲۲ گام در دقیقه است. 
بنابراین، حد پائین ورزشهای با شدت متوسط در حدود ۳۶۰۰ گام در ۳۰ دقیقه یا حدوداً ۷۳۰۰ گام در ۶۰ دقیقه است. در همین راستا، شدت ورزشهای شدید نیز در حدود ۱۵۰ گام در دقیقه میباشد که برابر است با تقریباً ۴۵۰۰ گام در ۳۰ دقیقه و ۹۰۰۰ گام در ۶۰ دقیقه. 